# Maximilian von Loë

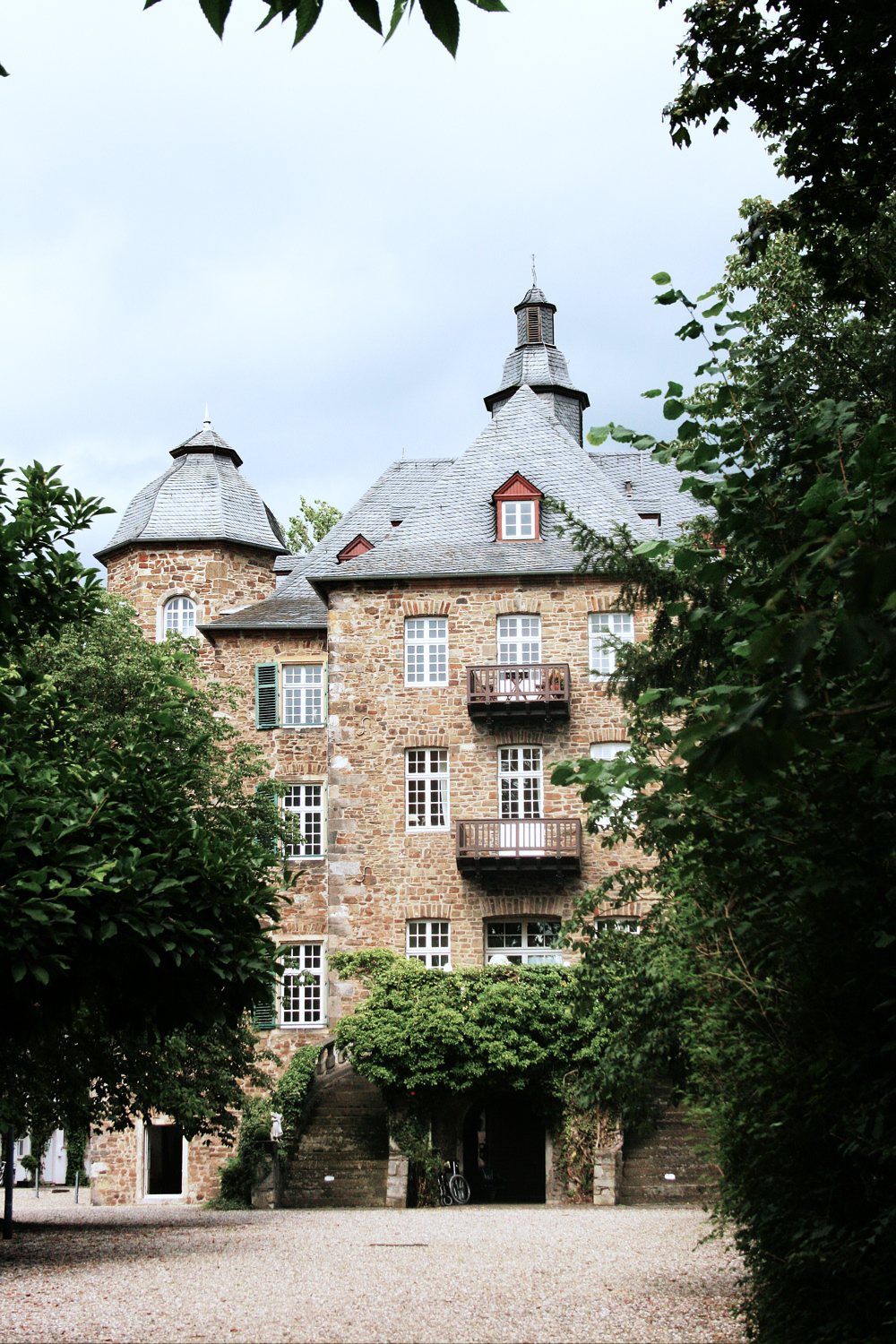
Das Schloss Allner

Maximilian von Loë (* 15. Januar 1801 auf Schloss Wissen bei Weeze am Niederrhein; † 5. Mai 1850 in Gent) war ein deutscher Landrat des Siegkreises und Graf.

## Herkunft
Die Familie von Loë ist 1629 in den Reichsfreiherrenstand erhoben worden. Seine Eltern waren Gerhard Anton Aussuerus Edmund von Loë (* 29. August 1749; † 30. Mai 1813) und dessen Ehefrau Maria Adolfine Alexandrine von Merveldt (* 1766; † 22. Oktober 1812). Sein Vater war zunächst Amtsmann von Miselohe und wurde 1806 französischer Senator und am 15. Juni 1808 von Napoleon Bonaparte zum comte de l’Empire in der Noblesse impériale erhoben. Sein Bruder Clemens (1809–1883) war ebenfalls zeitweise Landrat des Siegkreises. Seine Schwester Maria Sophie Clementina Huberta (1804–1871) war mit dem Reichstagsabgeordneten Cajus zu Stolberg-Stolberg verheiratet. Von Loë war katholisch.

## Ausbildung und Beruf
Nach dem Abitur studierte von Loë in Heidelberg und Göttingen Philosophie und Kameralwissenschaften von 1817 bis 1821. Er schlug zunächst eine diplomatische Laufbahn ein, bis er 1827 aus dem Dienst ausschied, um sich der Verwaltung seiner Besitzungen zu widmen. 1823 wurde er zum königlichen Kammerherren ernannt.

## Leben
Loë war Mitbegründer der am 12. Januar 1835 gegründeten Genossenschaft des Rheinischen Ritterbürtigen Adels (Rheinische Ritterschaft). Von 1837 bis 1845 war er Mitglied des Provinziallandtages. Außerdem war er Vorsitzender des Vereins vom Heiligen Karl Borromäus zur Förderung des katholischen Lebens und zur Begünstigung guter Schriften und Bücher.
Nach dem Tod des Landrates Franz Joseph  Scheven am 13. März 1837 wurde Maximilian von Loë am 1. Mai 1837 die vorläufige Leitung des Kreises übertragen, am 28. August 1837 wurde er zum Landrat durch allerhöchste Kabinettsorder definitiv bestellt. Von 1837 bis 1845 war er Abgeordneter des Standes der Ritterschaft im Provinziallandtag der Rheinprovinz.
Nach dem Tod seiner ersten Frau 1838 heiratete Maximilian von Loë am 15. Januar 1840 Gräfin Maria von Schönborn-Wiesentheid und wohnte weiterhin in Allner, wo er gegen den Widerstand von Siegburg auch weiter seinen Dienstsitz einnahm.
Ab Anfang 1846 litt Maximilian von Loë an einem Nervenleiden, das dazu führte, dass er am 3. März 1848 demissioniert, am 3. Juni 1848 entlassen wurde. Sein Nachfolger als Landrat war Regierungsassessor Kessler. 1870 wurde Schloss Allner von den Nachkommen verkauft.

## Familie
Loë heiratete am 1. Juli 1827 die Gräfin Helene von Hatzfeldt zu Trachenberg (* 8. November 1801; † 1. April 1838), die alleinige Eigentümerin des Schlosses Allner. Das Paar hatte mehrere Kinder:
- Friedrich Karl Walter Degenhard, königlich preußischer Generalfeldmarschall (* 9. September 1828; † 6. Juli 1908) ⚭ 1859 Franziska, verwitwete von Nimptsch, geborene Gräfin von Hatzfeldt zu Trachenberg (1833–1922)
- Engelbert (* 23. Dezember 1833; † 26. April 1904)
- Otto (* 8. März 1835; † 13. Februar 1892) ⚭ 1879 Sophie de Chastenet, Marquise de Puysegue

Nach dem Tod seiner ersten Frau heiratete er am 15. Januar 1840 die Gräfin Maria Anna von Schönborn-Wiesentheid (* 31. Januar 1809; † 26. Juni 1856). Das Paar hatte mehrere Kinder:
- Anna (* 21. November 1840; † 2. Juli 1924) ⚭ 1860 Graf Ludwig von Waldburg-Zeil (* 19. August 1827; † 19. Januar 1897), Sohn von Franz von Waldburg-Zeil
- Huberta (* 11. Juni 1843; † 30. April 1900) ⚭ 1861 Freiherr Friedrich Leopold von Fürstenberg (* 21. April 1831; † 26. Februar 1913)